# Cornel Dinu
Cornel Dinu (2 de agosto de 1948) é um ex-futebolista romeno que competiu na Copa do Mundo de 1970.